# Siegfried Haenicke
Siegfried Haenicke (8 de septiembre de 1878 - 19 de febrero de 1946) fue un general en la Wehrmacht de la Alemania Nazi durante la II Guerra Mundial que comandó el XXXVIII Cuerpo de Ejército. Fue condecorado con la Pour le Mérite y con la Cruz de Caballero de la Cruz de Hierro. 
Desde el 30 de septiembre de 1942, se convirtió en comandante militar del Wehrkreis del Gobierno General (Polonia), renombrado Befehlshaber Heeresgebiet Generalgouvernement en octubre de 1944. Con esta función, ordenó la participación de la Wehrmacht en la supresión de una insurrección de prisioneros en el campo de exterminio de Sobibor en octubre de 1943. El 31 de enero de 1945, fue transferido a la reserva del Führer.
Haenicke fue arrestado por los soviéticos en 1945, y murió en 1946 en el Campo Especial N.º 1 del NKVD.

## Condecoraciones
- Pour le Mérite el 14 de junio de 1918 como hauptmann y comandante del II Batallón, 150º Regimiento de Infantería
- Cruz de Caballero de la Cruz de Hierro el 17 de septiembre de 1941 como Generalleutnant y comandante de la 61.ª División de Infantería[1]